# Nati nel 1380
| Questa pagina contiene informazioni ricavate automaticamente dalle voci biografiche con l'ausilio del template Bio e di un bot. L'aggiornamento è periodico e automatico e ricostruisce completamente la pagina. Se manca una persona in questa lista, sei pregato di non aggiungerla, ma accertati piuttosto che la sua voce biografica contenga il template Bio e che i dati anagrafici siano correttamente compilati. Se il template Bio manca, inseriscilo tu stesso o, in alternativa, metti l'avviso {{tmp\|Bio}} che ne segnala la mancanza. Se i dati riportati sono sbagliati, correggi direttamente la voce biografica; le modifiche saranno visibili in questa lista entro pochi giorni. Per chiarimenti vedi il progetto biografie. La lista contiene solo le 52 persone che sono citate nell'enciclopedia e per le quali è stato implementato correttamente il template Bio. Pagina aggiornata al 11 gen 2025. |

## Febbraio(1)
- 11 febbraio - Poggio Bracciolini, umanista e storico italiano († 1459)

## Marzo(1)
- 18 marzo - Liduina di Schiedam, mistica olandese († 1433)

## Settembre(1)
- 8 settembre - Bernardino da Siena, francescano, teologo e predicatore italiano († 1444)

## Novembre(1)
- 27 novembre - Ferdinando I d'Aragona, re († 1416)

## Senza giorno specificato(48)
- Procopio il Grande, presbitero e militare ceco († 1434)
- Jalal al-Din, condottiero mongolo († 1412)
- Yahuar Huacac, sovrano inca († 1400)
- Graziolo Accarisi, giurista e politico italiano († 1470)
- Joseph Albo, filosofo e rabbino spagnolo († 1444)
- Emanuele Appiano, nobile († 1457)
- Isabella d'Aragona, contessa († 1424)
- Bartolomeo Barattieri, giurista e diplomatico italiano († 1450)
- Giovanni Berardi, cardinale e arcivescovo cattolico italiano († 1449)
- Feltrino Boiardo, condottiero e letterato italiano († 1456)
- Francesco Bussone, nobile e militare italiano († 1432)
- Giovanni Caprèolo, teologo francese († 1444)
- Giovanni Charlier, pittore italiano († 1443)
- Paola Colonna, nobile italiana († 1445)
- Paolo Correr, politico italiano († 1443)
- Konrad von Dhaun, vescovo cattolico tedesco († 1434)
- Thomas Fabri, compositore olandese († 1420)
- John Fastolf, condottiero inglese († 1459)
- Pierre Fontaine, compositore francese († 1450)
- Battista Fregoso, doge († 1442)
- Giacomo II di Urgell, nobile († 1433)
- Bartolomeo Gonzaga, condottiero e politico italiano († 1425)
- Isnardo Guarco, doge († 1458)
- Josetsu, pittore giapponese († 1496)
- Oldrado II Lampugnani, condottiero italiano († 1460)
- Vuk Lazarević, principe serbo († 1410)
- Paolo Maffei, religioso e umanista italiano († 1452)
- Peter Maggenberg, pittore svizzero
- Maria di Borgogna, principessa († 1422)
- Antonio da Pratovecchio, giurista italiano († 1464)
- Johannes Nider, religioso tedesco († 1438)
- Angela Nogarola, letterata, poetessa e scrittrice italiana († 1436)
- Beatrice Pereira de Alvim, nobildonna portoghese († 1412)
- Guglielmo Pusterla, vescovo cattolico italiano
- Guillem Sagrera, architetto e scultore spagnolo († 1456)
- Johann Schiltberger, militare, esploratore e scrittore tedesco
- Hans von Sparneck, politico e diplomatico tedesco († 1440)
- Lucia Terzani,  italiana († 1461)
- Orsina Visconti, nobile italiana († 1451)
- Jan Želivský, presbitero ceco († 1422)
- Vincentello d'Istria, condottiero italiano († 1434)
- Andrea da Ratisbona, storico tedesco († 1444)
- Felip de Malla, politico spagnolo († 1431)
- Antonio d'Arezzo, letterato, teologo e religioso italiano († 1450)
- Angelina di Grecia, nobildonna ungherese († 1440)
- İsa Çelebi, principe ottomano († 1403)
- Mustafà Çelebi, principe ottomano († 1402)
- Hans von Tübingen, pittore austriaco († 1462)